# Informationskosten
Informationskosten sind in der Wirtschaftswissenschaft Kosten, die ein Wirtschaftssubjekt aufbringen muss, um als Marktteilnehmer die für eine Entscheidung relevanten Informationen beschaffen zu können.

## Allgemeines
Das Kompositum Informationskosten enthält als Wortbestandteil den Begriff Information, der Wissen über Sachverhalte und Vorgänge der Realität darstellt, das der Vorbereitung von Entscheidungen dient. Informationen und Daten müssen beschafft, gespeichert und verarbeitet werden, wobei vollkommene und unvollkommene Informationen anfallen. Diese drei Aktivitäten lösen Kosten aus, die vom Entscheidungsträger zu tragen sind. Dabei hat er abzuwägen, ob im Hinblick auf den Informationsnutzen die Kosten angemessen sind. Unter Informationsnutzen versteht man die Veränderung des Zielerreichungsgrades, die durch die Berücksichtigung einer zusätzlichen Information bei der Entscheidungsfindung herbeigeführt werden kann. Außerdem hat er zu berücksichtigen, ob Informationen entweder bereits existieren und dann von ihrer Quelle zum Empfänger gelangen müssen oder sie durch geeignete Maßnahmen (etwa durch Forschung und Entwicklung) erst noch geschaffen werden müssen. In beiden Fällen impliziert sowohl die Organisation des Allokationsprozesses (welche Information wird wo benötigt?) als auch der Transport der Information über räumliche und/oder zeitliche Distanz die Verwendung knapper Mittel und verursacht damit Kosten.
Im Rahmen der Informationsökonomie ist seit 1961 durch George Stigler das Interesse an der wirtschaftlichen Bewertung von Informationen in den Vordergrund gerückt. Seitdem bildet die Informationsökonomie neben den traditionellen volkswirtschaftlichen Sektoren Landwirtschaft, Industrie und Dienstleistungen einen vierten Sektor. Sie untersucht das zentrale Phänomen der Informationsasymmetrie und beobachtet Märkte, die durch unvollständige Information, Informationskosten und heterogene Produktqualitäten gekennzeichnet sind. Informationskosten entstehen aufgrund von ungleich verteilten Informationen (Informationsasymmetrien). Je größer die Informationsdefizite sind, umso höher sind im Regelfall die Informationskosten und umgekehrt. Dem vollkommenen Markt (vollkommener Kapitalmarkt) liegt hingegen unter anderem die Prämisse zugrunde, dass es keine Informationskosten gibt, weil vollkommene Markttransparenz herrscht. Wirtschaftssubjekte müssen jedoch auf den in der Realität vorhandenen unvollkommenen Märkten ihren Entscheidungen angemessene Informationen zugrunde legen.

## Arten
Informationskosten entstehen durch die Suche, Beschaffung und Verwendung (Speicherung, Verarbeitung, Übertragung) von Informationen im Vorfeld einer Entscheidung. Deshalb gibt es einerseits die tatsächlich als pagatorische Kosten anfallenden Informationskosten wie beispielsweise Telefongebühren (bei Kommunikationsmitteln) oder für das Abonnement einer Fachzeitschrift oder das Gutachten eines Wirtschaftsprüfers (als Informationsträger). Werden Informationen nicht aus eigenen Quellen beschafft, sind sie häufig kostenpflichtig; sie können im Einzelfall sehr hohe Kaufpreise aufweisen (etwa Steuersünder-CDs für die Finanzverwaltung). Durch das Internet wurden die Informationskosten zumindest in Marktsegmenten und speziellen Situationen extrem reduziert. Andererseits muss die richtige (entscheidungsrelevante) Information durch den Entscheidungsträger aus der Vielzahl von weiteren Informationen durch zeitaufwendige Suchverfahren herausgefiltert, durch Zuordnungsentscheidung gespeichert und durch EDV verarbeitet werden. Der hierbei verbrauchte Zeitaufwand gilt betriebswirtschaftlich als Opportunitätskosten, die ebenfalls zu den Informationskosten gehören. Ein Teil der Fachliteratur zählt zu den Opportunitätskosten noch die so genannten Friktionskosten aus suboptimalen Entscheidungen, „die durch eine Informationswerterhöhung im Zuge einer Standardisierung vermieden werden könnten“.
In diesem Zusammenhang kann davon ausgegangen werden, dass etwa 30 % der Arbeitszeit damit verbracht wird, Informationen zu suchen, und in 40 % der Fälle wird das Gesuchte nicht gefunden.

## Informationskosten bei einzelnen Wirtschaftssubjekten
Wegen unterschiedlicher Informationsvorlieben und -prioritäten weisen die Wirtschaftssubjekte andere Informationskosten auf.

### Unternehmen
Die Nutzung von Kommunikationsmitteln verursacht Informationskosten, die meist zu den Fixkosten gerechnet werden. Die Kostenart der Informationskosten kann nach dem Verursachungsprinzip auf den verursachenden Bereich im Wege der Kostenstellenrechnung umgelegt werden. Dabei ist zu berücksichtigen, dass alle betrieblichen Funktionen Informationskosten verursachen:
- Beschaffung: Marktpreise, Absatzmengen oder Qualität von Roh-, Hilfs- und Betriebsstoffen (bei Produktionsbetrieben) und Fertigerzeugnissen (im Handel).
- Produktion: Kapazitäten der Produktionsfaktoren, Produktionsplanung und -steuerung, Nutzung der Produktionsanlagen.
- Vertrieb: Marktforschung (Konkurrenz und Kunden), Sammlung von Marktdaten über die Marktentwicklung.
- Finanzierung: Investitionen, Finanzierungskosten für Eigen- und Fremdfinanzierung.

Nicht zuletzt um Informationskosten zu senken, organisieren sich Unternehmen in Interessenverbänden. Eine wichtige Aufgabe von ihnen ist die Weitergabe von Informationen.

### Staat
Der Staat kann mit den verschiedensten Maßnahmen versuchen, die Informationskosten anderer Wirtschaftssubjekte zu senken. Das ist entweder möglich, wenn er selbst an Transaktionen mit anderen Wirtschaftssubjekten beteiligt ist oder wenn er die gegenseitigen Informationskosten nichtstaatlicher Wirtschaftssubjekte vermindert.
- Finanzielle Fördermittel oder Exportkreditversicherung: Für den Betrag, für den die öffentliche Hand bei öffentlicher Bürgschaft haftet, müssen Kreditinstitute als Sicherungsnehmer keine zusätzlichen Informationen über den staatlichen Sicherungsgeber einholen, da der Staat über eine zweifelsfreie Bonität verfügt. Dadurch, dass hierbei die Informationskosten für die Bank teilweise entfallen, ist das Cost-Income-Ratio für Banken günstiger als bei nichtstaatlichen Bürgen. Staatliche Exportförderung kann zudem die Informationskosten senken, die für Exporteure entstehen. Denn der exportfördernde Staat übernimmt über die Exportkreditversicherung das Debitorenrisiko und Länderrisiko des Exporteurs gegenüber einem bonitätsmäßig schlechten Importeur und/oder Importeurstaat.
- Staatsanleihen/Kommunalanleihen/Kommunalschuldverschreibungen/Kommunalkredite: Kreditinstitute haben geringe Informationskosten durch die gesetzliche Erlaubnis (§ 18 KWG), auf Kreditunterlagen verzichten zu dürfen, wenn der Bund oder seine Untergliederungen Kreditnehmer sind.
- Verbraucherschutz: gesetzlicher Verbraucherschutz senkt die Informationskosten für Verbraucher.
- Europäische Wirtschafts- und Währungsunion: Der Vorteil der Währungsintegration liegt vor allem in der Erhöhung der Markttransparenz, die zu einer Senkung der Informationskosten führt, weil die Marktteilnehmer die Preise innerhalb des Währungsgebietes unmittelbar miteinander vergleichen können.

### Privathaushalte
Konsumentenorganisationen wie die Stiftung Warentest versuchen, dem Verbraucher Informationskosten zu ersparen. Wo Informationen fehlen, ist die Markttransparenz für Verbraucher gering, so dass die Verbesserung des Informationsgrades durch das – meist kostenlose – Internet erfolgen kann. Die Verlässlichkeit der Internet-Informationen kann problematisch sein wie dies bei den Ratings bei Ärzten, Hotels oder Restaurants offenkundig wird. Informationskosten können durch Gebührenpflicht bei Beratungsarten wie Anlageberatung, ärztliche Beratung, Arbeitsmarkt- und Berufsberatung, Bewerbungsservice, Bildungsberatung, Drogenberatung, Partnerschafts- und Eheberatung, Ehevorbereitung, Energieberatung, Ernährungsberatung, Erziehungsberatung, Familienberatung, Findungsprozesse, Finanzberatung, Genetische Beratung, Honorarberatung, Individualpsychologische Beratung, personenzentrierte bzw. klientenzentrierte Beratung, Lebensberatung, Mediation, MPU-Beratung, Psychologische Beratung, Rechtsberatung, Rehabilitationsberatung, Rentenberatung, Schuldnerberatung, Schulberatung und Schullaufbahnberatung, Schwangerschaftskonfliktberatung, Seelsorge, Sozialberatung und Sozialarbeiterische Beratung, Soziologische Beratung, Steuerberatung, Studienberatung, Verbraucherberatung, Verkehrspsychologische Beratung, Vermögensberatung oder Versicherungsberatung entstehen.

## Folgen
Die Informationsgesellschaft verursacht Informationskosten, da lediglich ein Teil der Informationen kostenlos ist. Sie benötigt diese Informationen, um das Risiko einer Fehlentscheidung zu vermindern oder auszuschließen. Informationskosten können deshalb Entscheidungen beeinflussen. Sind die Informationskosten niedriger als der Informationswert, so ist die Beschaffung der betreffenden Informationen vorteilhaft und umgekehrt. Informationen stiften solange Nutzen, bis die Informationskosten den Informationswert erreichen. Steigen die Informationskosten, so verschieben sich die Wahrscheinlichkeitsverteilungen des Gewinns in Richtung auf kleinere Beträge. Informationskosten sind tendenziell niedriger für Nominalgüter und höher für Realgüter. Die Wirtschaftssubjekte reagieren bei einer Ausdehnung der Geldmenge (Nominalgut) zunächst mit einer Umschichtung zu Gunsten der Vermögensarten, die die geringsten Informationskosten verursachen, so dass die Anpassungen im Finanzwesen relativ schnell erfolgen. Die für Marktforschung aufzuwendenden Informationskosten sind beispielsweise umso höher, je genauer die Absatzmenge (Realgut) ermittelt werden soll.
Wenn die Differenz zwischen höherem Informationswert und Informationskosten ihr Maximum erreicht, erfolgt eine Entscheidungsverbesserung durch Risikominderung. Will der Entscheidungsträger jedoch wegen zu hoher Informationskosten auf Informationen verzichten, nimmt er Asymmetrien in Kauf, die sein Risiko einer Fehlentscheidung erhöhen. In diesem Fall übersteigen die Informationskosten den Informationswert.
Informationskosten sind ein wichtiger Bestandteil der Transaktionskosten, wobei ihre Trennung sinnvoll erscheint, weil Informationskosten in der Regel zeitlich vor einer Transaktion anfallen und auch dann entstehen können, wenn eine Transaktion nicht stattfindet (womöglich wegen der hohen Informationskosten).